# Matagi le vieux chasseur d'ours
Pour plus de détails, voir Fiche technique et Distribution.
Matagi le vieux chasseur d'ours (マタギ, Matagi) est un film japonais réalisé par Toshio Gotō (en), sorti en salle en 1982.
Au Québec, le film a été diffusé le 31 décembre 1983 dans Ciné-Cadeau à Radio-Québec sous le titre Le Vieux Chasseur d'ours.

## Fiche technique
- Titre : Matagi le vieux chasseur d'ours
- Titre original : マタギ (Matagi?)
- Réalisation : Toshio Gotō
- Scénario : Toshio Gotō et Atsushi Yamatoya
- Musique : Kentarō Haneda
- Photographie : Takaya Yamazaki
- Décors : Kazumasa Ōtani (ja)
- Montage : Jun Nabeshima
- Société de production : Seido Productions
- Pays de production :  Japon
- Genre : aventure
- Durée : 103 minutes[1]
- Dates de sortie : 
  - Japon : 25 janvier 1982[1]

## Distribution
- Kō Nishimura : Heizo Sekiguchi
- Junzaburō Ban : le policier
- Mihoko Fujita
- Yoshio Inaba : Kokichi Suzuki
- Kazuki Tomokawa : l'employé de bureau
- Takao Yaguchi : le juge
- Goichi Yamada : Iwakichi, le père

## Distinctions
- 1983 : prix Mainichi du meilleur acteur pour Kō Nishimura[2]